# Das stille Kind
Das stille Kind ist ein britischer Kurzfilm von Chris Overton.

## Handlung
Libby ist gehörlos, doch haben ihre Eltern dies erst bemerkt, als das Mädchen drei Jahre alt war. Libby ist der Nachzügler in der Familie, es gibt bereits zwei Kinder im Jugendalter. Ihre Eltern können mit ihrer Gehörlosigkeit kaum umgehen und reden sich ein, dass Libby Lippenlesen kann und so am Familienleben teilnimmt. Ihre Reaktion auf bestimmte Situationen interpretieren sie frei.
Kurz vor Libbys Einschulung engagiert die Familie die junge Joanne, die ihr die Gebärdensprache beibringen soll, damit Libby der Schulstart erleichtert wird. Das Mädchen taut nach kurzer Zeit auf und beginnt, mit Joanne in Gebärdensprache zu kommunizieren. Libbys Mutter Sue ist nicht bereit, Zeit zu investieren, um die Gebärdensprache zu erlernen, will gleichzeitig aber auch nicht akzeptieren, dass Libby in einer Sprache kommuniziert, die sie nicht versteht. Sie drängt darauf, dass Libby ihre Fähigkeit zum Lippenlesen verbessert. Sues Mann Paul investiert keine Zeit in Libby. Joanne erfährt zufällig, dass Paul nicht Libbys Vater ist und dass es in der Familie des leiblichen Vaters einen Fall von Gehörlosigkeit seit Geburt gegeben hat. Als Sues Sohn Seb beginnt, mit Joannes Hilfe die Gebärdensprache zu lernen, kündigt Sue Joanne. Libby wird in eine Regelschule ohne Unterstützung durch eine Gebärdensprachendolmetscherin geschickt. Im Vortest versteht sie nicht, was von ihr verlangt wird, auf dem Pausenhof steht sie allein da, während die anderen Kinder spielen. Joanne kommt ans Schultor, und Libby sagt ihr traurig per Gebärdensprache, dass sie sie liebt; Joanne gebärdet ihr ebenfalls, dass sie sie liebt, bevor sie weinend geht.
Der Abspann nennt die Zahlen: 90 Prozent der gehörlosen Menschen leben in hörenden Familien; über 78 Prozent besuchen ohne zusätzliche Unterstützung Regelschulen.
Der Film soll dazu beitragen, diesen Zustand verbessern zu können.

## Produktion
Das stille Kind war das Drehbuchdebüt von Rachel Shenton, die im Film auch die Rolle der Joanne übernahm. Shenton lernte bereits früh Gebärdensprache, da ihr Vater infolge einer Erkrankung gehörlos wurde, als Shenton 12 Jahre alt war. Das Drehbuch zum Film war im Mai 2016 fertiggestellt; der Film wurde 2017 innerhalb von 10 Tagen in Staffordshire gedreht. Hauptdarstellerin Maisie Sly, die selbst gehörlos ist, war zum Zeitpunkt der Dreharbeiten fünf Jahre alt. Die Kommunikation mit ihr erfolgte über British Sign Language.
Das stille Kind erlebte im August 2017 auf dem Rhode Island International Film Festival sein Filmdebüt, wo der Film mehrere Festivalpreise gewann. Am 24. November 2018 lief der Film auf ARTE erstmals im deutschen Fernsehen. Aufgrund des Erfolgs des Kurzfilms erwog Chris Overton, den Kurzfilm als Langfilm zu realisieren.

## Auszeichnungen
Das stille Kind gewann 2018 den Oscar in der Kategorie Bester Kurzfilm.